# Barnum (Iowa)
Barnum és una població dels Estats Units a l'estat d'Iowa. Segons el cens del 2000 tenia 195 habitants.

## Demografia
Segons el cens del 2000, Barnum tenia 195 habitants, 67 habitatges, i 51 famílies. La densitat de població era de 235,3 habitants per km².
Dels 67 habitatges en un 58,2% hi vivien nens de menys de 18 anys, en un 58,2% hi vivien parelles casades, en un 11,9% dones solteres, i en un 22,4% no eren unitats familiars. En el 17,9% dels habitatges hi vivien persones soles el 3% de les quals corresponia a persones de 65 anys o més que vivien soles. El nombre mitjà de persones vivint en cada habitatge era de 2,91 i el nombre mitjà de persones que vivien en cada família era de 3,33.
Per edats la població es repartia de la següent manera: un 38,5% tenia menys de 18 anys, un 5,1% entre 18 i 24, un 35,9% entre 25 i 44, un 14,9% de 45 a 60 i un 5,6% 65 anys o més.
L'edat mediana era de 28 anys. Per cada 100 dones de 18 o més anys hi havia 87,5 homes.
La renda mediana per habitatge era de 40.000 $ i la renda mediana per família de 42.083 $. Els homes tenien una renda mediana de 25.417 $ mentre que les dones 20.313 $. La renda per capita de la població era de 12.252 $. Entorn del 12,2% de les famílies i el 9,7% de la població estaven per davall del llindar de pobresa.

## Poblacions més properes
El següent diagrama mostra les poblacions més properes.